# 時を超えて〜フィロソフィア
『時を超えて〜フィロソフィア』（ときをこえて フィロソフィア）は、2004年10月3日から2007年9月30日まで中部日本放送 (CBC) で放送されていたドキュメンタリー番組である。愛知葬祭の一社提供。放送時間は毎週日曜 18:24 - 18:30 （日本標準時）。

## 概要
CBCのライブラリーに残されている過去半世紀の間に同局が作成した取材フィルムとVTRを、紹介年当時のヒット曲をBGMに流しながら過去を見つめ直そうという「温故知新」をコンセプトにした番組。ナレーションは一切無く、字幕スーパーで映像のあらすじを紹介していた。オープニングには、開業当時のナゴヤ地下街（現・名駅地下街サンロード）や在りし日のきんさんぎんさん、カラー放送開始当時のCBCテレビの副調整室やカラーテレビカメラなどをオムニバスした映像が登場した。
神奈川県横浜市にある放送ライブラリーには、この番組の第1回から第66回（2006年3月26日放送分）までの記録映像が保存されている。

## スタッフ
データは放送ライブラリーからの参考。
- プロデューサー：永井聡、祖父江雄一
- ディレクター：寺岡明
- 音楽：荒木偉富
- 美術：影山宣明